# Digimon Frontier
Digimon Frontier (デジモンフロンティア (Số mã bảo bối Vô hạn địa đới) Dejimon Furontia), hay còn gọi là Digimon: Digital Monsters, là loạt anime thứ tư trong seri Digimon được sản xuất bởi Toei Animation. Phim được phát sóng tại Nhật Bản từ 7 tháng 4 năm 2002 đến 30 tháng 3 năm 2003. Câu chuyện kể về một nhóm những người bạn nhỏ đã đáp lại lời mời gọi của một trong Tam Đại Thiên thần của thế giới số đến diệt trừ cái ác và bảo vệ thế giới này. Họ sẽ dùng những Tinh linh của Mười Chiến binh trong truyền thuyết mà chính vị thiên thần này trao cho để tiến hóa và thi hành nhiệm vụ của mình.

## Sản xuất

### Anime
Digimon Frontier được sản xuất bởi Toei Animation với 50 tập được phát sóng trên Fuji TV tại Nhật Bản từ 7 tháng 4 năm 2002 đến 30 tháng 3 năm 2003. Ca khúc mở đầu chính series là "FIRE!!" của Wada Kouji. Bài "Innocent ~Mujaki na Mama de~" (イノセント〜無邪気なままで〜 Inosento ~Mujaki na Mama de~) của Wada Kouji được chọn làm bài hát kết thúc 26 tập đầu, còn 24 tập còn lại là bài "An Endless tale" của Wada Kouji và Maeda Ai. Nhạc lồng trong phim gồm 10 bài: "With The Will" của Wada Kouji, "The Last Element" của Miyazaki Ayumi, "Salamander" (サラマンダー Saramandā) của Takeuchi Junko, "In The Blue" của Kamiya Hiroshi, "Spark!!" (スパーク!! Supāku! !) của Amada Masato, "Kaze no Shizuku" (風のしずく) Ishige Sawa, "Say, yes" của Watanabe Kumiko, "Oreta Tsubasa de -With Broken Wings-" (折れた翼で –With Broken Wings– Oreta Tsubasa de – With burōkun uingusu –) và "Blader" của Suzumura Kenichi và "Haruka na Okurimono" (遥かな贈りもの) của Wada Kouji và Maeda Ai.

### Phân vai lồng tiếng
| Nhân vật                                                   | Diễn viên lồng tiếng Nhật | Diễn viên lồng tiếng Anh |
| ---------------------------------------------------------- | ------------------------- | ------------------------ |
| Kanbara Takuya/Agnimon/ Vritramon/Aldamon                  | Takeuchi Junko            | Michael Reisz            |
| KaiserGreymon/Susanoomon                                   | Takeuchi Junko            | Dave Wittenberg          |
| Minamoto Kouji/Wolfmon/Garummon/ BeoWolfmon/MagnaGarurumon | Kamiya Hiroshi            | Steve Staley             |
| Himi Tomoki/Chakmon/Blizzarmon                             | Watanabe Kumiko           | Brianne Siddall          |
| Orimoto Izumi/Fairimon/Shutumon                            | Ishige Sawa               | Michelle Ruff            |
| Shibayama Junpei/Blitzmon/Bolgmon                          | Amada Masato              | Steven Jay Blum          |
| Kimura Kouichi/Duskmon/Velgemon/ Lowemon/KaiserLeomon      | Suzumura Kenichi          | Crispin Freeman          |
| Bokomon                                                    | Sugiyama Kazuko           | Brian Beacock            |
| Neemon                                                     | Kikuchi Masami            | Michael Sorich           |
| Ophanimon                                                  | Fukami Rika               | Mary Elizabeth McGlynn   |
| Plotmon                                                    | Asada Yoko                | Mary Elizabeth McGlynn   |
| Seraphimon                                                 | Hiyama Nobuyuki           | Jamieson Price           |
| Patamon                                                    | Araki Kae                 | Bridget Hoffman          |
| Cherubimon                                                 | Ohtomo Ryūzaburou         | Paul St. Peter           |
| Lopmon                                                     | Shishido Rumi             | Michelle Ruff            |
| Lucemon                                                    | Nishihara Kumiko          | Mona Marshall            |